# Maerzfeld

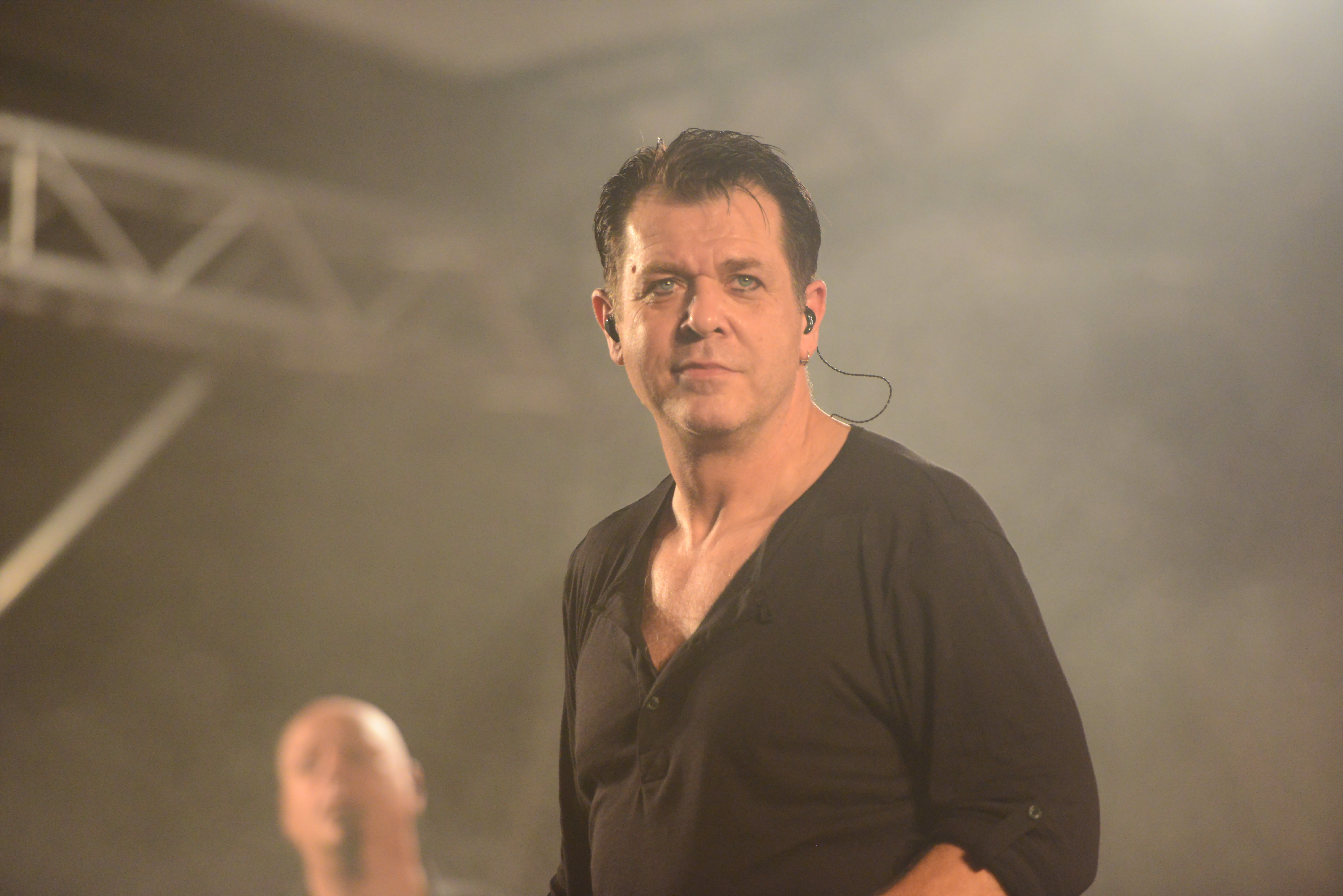
Heli Reißenweber no Amphi Festival em 2014.

Maerzfeld é uma banda alemã de Neue Deutsche Härte formada em 2004.

## Origem do nome
O nome da banda é derivado do Campo de Março, que serviu como um conjunto militar sob os merovíngios. O nome simboliza um campo que precisa ser processado e mantido em Março de cada ano; a banda vê isso como uma metáfora da vida, em que só se pode alcançar seus objetivos através de esforço e trabalho. A ambiguidade do nome em referência ao campo de março, sob os nazistas foi deliberadamente escolhido para protestar contra a associação mais imediata da história alemã com o Terceiro Reich.

## História
A banda foi formada em 2004 como um cover de Rammstein, devido a voz do vocalista Heli Reißenweber ser bastante parecida com a de Till Lindemann, o cover foi formado com o nome "Stahlzeit" e regravaram os sucessos do Rammstein e ficou bastante famosa na Europa.
Em 2009 a banda deixou de ser um cover e o nome Maerzfeld foi escolhido, agora o Stahlzeit é um projeto paralelo ao Maerzfeld. Em 2011 foi lançado o maxi-single Exil com três músicas.
Em 2012 a banda assinou contrato com a gravadora Südpolrecords e iniciou a gravação do seu álbum de estreia chamado Tief, e uma turnê no sul da Alemanha.
Em 2012 e 2013 a banda fez aberturas dos shows de bandas como Stahlmann, Eisbrecher e In Extremo. No verão de 2013 começaram as gravações do segundo álbum da banda, que foi lançado em Janeiro de 2014 que se chama Fremdkörper.
Em fevereiro de 2015 a banda sairá mais uma vez como convidada pelo Eisbrecher em sua turnê "Schock Tour". Nessa oportunidade a banda aproveitou para mostrar ao público suas novas músicas "Es Bricht", que foi lançado como um single e "Stalingrad".
Em abril de 2015 foi anunciado um novo álbum chamado Nackt, a capa do álbum tinha sido divulgada e o plano inicial era que ele fosse lançado em Novembro, e a turnê de mesmo nome ocorresse logo após o álbum, mas imprevistos ocorreram e o álbum foi adiado para 2016. A turnê também teria o mesmo nome, porém depois de tanto tempo, o nome e a capa do álbum foi alterado. Mais uma vez o álbum foi adiado por dificuldades financeiras da banda, foi anunciado para 2017, e em setembro do mesmo ano foi anunciado a capa do álbum que se chama "Ungleich" e pouco depois um clipe da música "Meine lügen kannst du glauben" que foi dirigido por Mark Feuerstake, conhecido por dirigir os clipes do Heldmaschine. O terceiro álbum da banda foi lançado em 13 de outubro de 2017.
No primeiro semestre de 2019, a banda anunciou que estava trabalhando em seu quarto álbum, intitulado de "Zorn", que ficou sem data de lançamento até o lançamento do primeiro single deste álbum. "Schwarzer Schnee" foi lançada no dia 23 de agosto de 2019 e a data do lançamento do álbum foi definida para 4 de outubro de 2019. O videoclipe foi produzido pelo estúdio 3HE-Studios, empresa responsável pela produção de vídeo do álbum "Schock Live", do Eisbrecher.
Em 9 de setembro de 2019, a banda lançou o single e videoclipe da música "Zorn", sendo o segundo do álbum "Zorn".
Em agosto de 2020, a banda anunciou o lançamento de um EP acústico chamado "Anblaggd EP".
Em Janeiro de 2022 a banda lançou o single de "100 auf 0", o primeiro do quinto álbum, que até então não havia sido divulgado. O segundo single foi "Lange nicht", lançado em Abril de 2022. No final de 2022 foi divulgado a data do lançamento do quinto álbum "Alles Anders", com lançamento para 24 de fevereiro de 2023. Mais dois singles foram lançados: "Wach auf", em Janeiro, e "Plötzlich tut es weh", em Fevereiro de 2023. A banda lançou o álbum sob uma nova gravadora, a Metalville.

### Saída do tecladista
Em novembro de 2015 uma nova foto da banda foi publicada nas redes sociais, e nessa foto o tecladista Thilo Weber não apareceu, os fãs pediram explicações à banda. Logo após, Thilo publicou em seu perfil no Facebook uma nota dizendo que havia deixado a banda ainda em abril, após a turnê com o Eisbrecher, mas ainda continuou no Stahlzeit até a sua morte em 30 de setembro de 2017.

## Estilo
No primeiro álbum, a banda lembra bastante o Rammstein, já no segundo álbum as influências de Rammstein estão presentes, mas menos proeminentes. Inclusive, algumas músicas, como "Vollkommen" do álbum Tief está no YouTube e como título está como um novo demo de Rammstein, devido à semelhança das vozes.
Os textos são todos escritos por Helfried e são muitas vezes inspiradas em experiências, eventos mundiais, pessoais e histórias que lhe são contadas em seu trabalho como Barman.

## Discografia
- 2011: Tief (Red Point Music/Südpolrecords)
- 2014: Fremdkörper (Red Point Music/Südpolrecords)
- 2017: Ungleich (Red Point Music/Südpolrecords)
- 2019: Zorn (Red Point Music/Südpolrecords)
- 2023: Alles Anders (Metalville)

### Singles
- 2011: Exil (Maxi-single) -  Lançamento: 5 de março de 2012
- 2012: Die Hübschlerin (apenas digital) - Lançamento: 14 de setembro de 2012
- 2014: Fremdkörper (Promo-single) - Lançamento: 3 de janeiro de 2014
- 2015: Es bricht (Demo) (Promo-single/digital) - Lançamento: 27 de fevereiro de 2015
- 2017: Es bricht (apenas digital) - Lançamento: 12 de outubro de 2017
- 2017: Meine Lügen kannst du glauben (apenas digital) - Lançamento: 13 de outubro de 2017
- 2019: Schwarzer Schnee (apenas digital) - Lançamento: 23 de agosto de 2019
- 2019: Zorn (apenas digital) - Lançamento: 9 de setembro de 2019
- 2022: 100 auf 0 (apenas digital) - Lançamento: 28 de Janeiro de 2022
- 2022: Lange nicht (apenas digital) - Lançamento: 21 de abril de 2022
- 2023: Wach auf (apenas digital) - Lançamento: 20 de janeiro de 2023
- 2023: Plötzlich tut es weh (apenas digital) - Lançamento: 3 de fevereiro de 2023

### Videoclipes
- 2012: Hübschlerin
- 2013: Fremdkörper
- 2017: Meine Lügen kannst du glauben
- 2019: Schwarzer Schnee
- 2019: Zorn
- 2022: 100 auf 0 (Vídeo-letra)
- 2022: Lange nicht
- 2023: Wach auf (Vídeo-letra)
- 2023: Plötzlich tut es weh (Vídeo-letra)